# Crows Zero
Crows Zero (クローズZERO, Kurōzu Zero), també coneguda com Crows: Episode 0 és una pel·lícula japonesa d’acció del 2007 dirigida per Takashi Miike amb un guió de Shōgo Mutō. Es basa en el manga Crows de Hiroshi Takahashi i les estrelles Shun Oguri, Kyōsuke Yabe, Meisa Kuroki i Takayuki Yamada. La trama serveix com a preqüela del manga i se centra en la lluita pel poder entre una colla d'estudiants de l'escola secundària Suzuran All-Boys.
Crows Zero es va estrenar a Japó el 27 d'octubre de 2007 i es va convertir en un èxit comercial. Ha generat dues seqüeles titulades Crows Zero 2 i Crows Explode, així com una adaptació al manga publicada el 13 de novembre de 2008.

## Argument
Genji Takiya és un estudiant de secundària recentment transferit que arriba a l'escola secundària Suzuran All-Boys, coneguda per la seva població de delinqüents juvenils violents. Durant l'assemblea d'orientació de primer any, la yakuza arriba a l'escola buscant venjança de Serizawa Tamao, de tercer any, per haver agredit alguns membres de la seva banda. Els pinxos confonen Genji amb el seu objectiu i es produeix una baralla al camp de l'escola.
Mentrestant, en Serizawa visita el seu millor amic Tatsukawa Tokio, que acaba de rebre l'alta d'un hospital. En tornar a l'escola, en Serizawa observa que Genji derrota l'últim dels yakuza. Aquella nit, Genji va a la seva freqüentada discoteca i coneix la cantant de R&B Aizawa Ruka. Genji va a veure el seu pare Takiya Hideo, que és el cap de la yakuza. Genji proclama la seva ambició de conquerir Suzuran, una gesta que el mateix Hideo havia intentat sense èxit en la seva joventut. Genji fa que l'Hideo prometi que el reconeixerà com el seu successor si ho tingués. L'endemà, Genji desafia a Serizawa a una baralla, però Tòquio l'atura. Tokio li diu a Genji que si realment vol causar una impressió, hauria de començar per derrotar a Rindaman, un lluitador llegendari de l'escola.
Després que Rindaman rebutja el seu repte, Genji es troba amb Katagiri Ken, un dels yakuza que abans va arribar a l'escola. Ken ataca Genji com a represàlia per haver detingut la seva banda, però és abatut amb un sol cop. Humiliat, Ken va amb Genji al club on discuteixen els plans d'aquest últim per a Suzuran. Seguint els consells de Ken, Genji comença a construir el seu exèrcit anomenat Genji Perfect Seiha (GPS). Anticipant-se al conflicte, Serizawa també comença a reclutar faccions per a la seva pròpia causa. Genji aconsegueix reunir diversos membres forts, inclosos Tamura Chūta, Makise Takashi i Izaki Shun. Serizawa està alarmat pel ràpid ascens al poder de Genji, però decideix no prendre mesures. Un dels tinents de Serizawa, Tokaji Yūji, no és tan ambivalent i comença a atacar encobertament els membres del GPS, colpejant severament en Chūta i posant l'Izaki a l'hospital.
Les provocacions fan que les tensions entre els dos exèrcits augmentin dràsticament, però Makise impedeix que Genji actuï. Una nit, Tokio i Serizawa visiten la discoteca i es troben amb Genji. Quan Tokio interfereix entre els líders contraris, pateix una convulsió i és traslladat d'urgència a un hospital. Tokio s'assabenta que té un aneurisma cerebral que requereix cirurgia. Tot i la vacil·lació inicial sobre la taxa d'èxit del 30% del procediment, Tokio accepta l'operació. En Tokaji s'acosta a Bandō Hideto, que és líder de la banda de motoristes "The Front of Armament", amb un pla per segrestar Ruka i agreujar encara més Genji. En un altre lloc, el cap de la yakuza Yazaki Jōji ordena a Ken que mati Genji, sense tenir en compte que fer-ho incitarà una guerra entre les organitzacions de la yakuza.
La tasca resulta ser difícil per a Ken, que s'ha aficionat a Genji i comença a lamentar la seva decisió de convertir-se en yakuza. Ken decideix informar a Takiya Hideo del complot per matar el seu fill. Genji rep una trucada de Ruka, que li diu que està sent ostatge per homes amb calaveres a les jaquetes, i que els seus captors van esmentar el nom "Bandō". Suposant que els seus captors són The Armament, Genji reuneix el GPS i es dirigeix a la seu de la banda de motoristes. Es produeix una baralla, però en Genji aviat s'adona que els homes contra els quals lluiten els perden els pegats de crani característics. Bandō demana que s'acabi la lluita, revelant que havia ordenat que es retiressin els cranis després que part de The Armament s'alineés amb Tokaji. Després de localitzar en Tokaji i salvar en Ruka, Genji decideix finalment que és temps de lluitar contra Serizawa
Decideixen lluitar a les 17:00 de l'endemà a la mateixa hora que Tokio se sotmetrà a la seva operació, i Serizawa creu que li permetrà lluitar al costat de Tokio. L'endemà, quan comença la batalla, la marea sembla estar a favor de Serizawa, però després que la facció de Bandō de The Armament arribi i s'uneixi al GPS, les probabilitats s'estan igualant. La lluita continua fins que només en Serizawa i en Genji queden dempeus. Mentrestant, Ken és portat al port per ser executat per desobeir l'ordre de matar Genji. En Yazaki li dona el seu abric a Ken com a regal de comiat abans de disparar-li a l'esquena. Cau a l'aigua i comença a enfonsar-se. Genji i Serizawa lluiten fins ben entrada la nit. Encara que està ferit i esgotat, en Genji finalment triomfa. Aferrat a la consciència, Serizawa rep una trucada de l'hospital que li informa que l'operació de Tokio va ser un èxit.
De tornada als molls, Ken es recupera de sobte i neda cap a la superfície. Descobreix que l'abric que li havia donat Yazaki era a prova de bales, i que la seva "execució" era una estratagema per permetre-li abandonar l'organització i viure una vida diferent. Uns quants dies després, Genji torna a desafiar a Rindaman, que és l'obstacle final en el seu camí per governar Suzuran. Rindaman expressa la seva creença que Suzuran mai es podrà conquerir de veritat i que sempre quedarà algú per lluitar.

## Personatgess

### Genji Perfect Seiha (GPS)
- Genji Takiya
- Takashi Makise
- Chuta Tamura
- Izaki Shun

### Exèrcit Serizawa
- Serizawa Tamao
- Tatsukawa Tokio
- Tokaji Yūji
- Tsutsumoto Shoji
- The Mikami Brothers

### The Front of Armament (Second Year, Biker Gang)
- Bandō Hideto

### Ebizuka Junior High Trio (First Year)
- Kirishima Hiromi
- Honjō Toshiaki
- Sugihara Makoto

### Sense afiliar
- Hayashida "Rindaman" Megumi

## Repartiment
- Shun Oguri com a Genji Takiya
- Takayuki Yamada com Serizawa Tamao
- Sansei Shiomi com a Yoshinobu Kuroiwa
- Kenichi Endō com a Joji Yazaki
- Meisa Kuroki com Aizawa Ruka
- Kyōsuke Yabe com a Katagiri Ken
- Kenta Kiritani com a Tatsukawa Tokyo
- Suzunosuke Tanaka com a Tamura Chūta
- Sousuke Takaoka com Izaki Shun
- Goro Kishitani com a Takiya Hideo
- Yutaka Matsushige com a Ushiyama
- Motoki Fukami com a Hayashida "Rindaman" Megumi
- Yusuke Izaki com a Mikami Takeshi
- Hisato Izaki com a Mikami Manabu
- Shunsuke Daito com Kirishima Hiromi
- Yusuke Kamiji com a Tsutsumoto Shōji
- Tsutomu Takahashi com a Makise Takashi
- Yu Koyanagi com Sugihara Makoto
- Kaname Endo com a Tokaji Yūji
- Dai Watanabe com a Bandō Hideto
- Ryo Hashizume com Honjō Toshiaki
- Kazuki Namioka com a Washio Gōta

## Llançament
La pel·lícula es va estrenar al Japó el 27 d'octubre de 2007. També es va projectar internacionalment a Malàisia, Singapur, Taiwan, Corea del Sud i Hong Kong al llarg de 2008. La pel·lícula es va estrenar en DVD als Estats Units el 31 de març de 2009.

## Recepció

### Resposta crítica
Najib Zulfikar de Total Film va donar 3/5 estrelles i va escriure "Miike ho amplifica tot fins a 11 amb el seu estil inimitable, ja que els nois bonics d'un pentinat impossible i els Yakuza s'interessen pel resultat. Malauradament, la història està tan superpoblada que és difícil importar-te qui sobreviurà per graduar-se." David Brook de Blueprint Review va donar a la pel·lícula 2,5/5 estrelles indicant: "Els nois adolescents s'enfilaran cada minut (a part de les cançons que probablement no agradaran a molts occidentals) i la manca de nois òbviament "dolents" i "bons" significa que la conclusió no sempre seria clara (al cap d'una hora més o menys ja podeu veure on però el seu títol)."

### Taquilla
La pel·lícula va recaptar 22.036.607 dòlars EUA a tot el món.

## Seqüeles
La pel·lícula va ser seguida de dues seqüeles: Crows Zero 2 (també dirigida per Miike) el 2009 i Crows Explode el 2014.

### Adaptacions
També va ser adaptat a un manga il·lustrat per Kenichirō Naitō i publicat a la revista Monthly Shōnen Champion.